# Хоросна (річка)
Хоросна (пол. Chorosna) — гірська річка в Україні, у Колимийському районі Івано-Франківської області у Галичині. Права притока Голишанка, (басейн Дністра).

## Опис
Довжина річки 12 км, похил річки 5,0  м/км, площа басейну водозбору 11,5  км², найкоротша відстань між витоком і гирлом — 9,09  км, коефіцієнт звивистості річки — 1,3 . Формується притокою та багатьма безіменними струмками.

## Розташування
Бере початок на північно-західних схилах безіменної гори (428,6 м) на південно-зхідній околиці села Сідлище. Тече переважно на північний схід через Молодилів і у Голосків впадає у річку Голишанку, праву притоку Отинського Потоку.

## Притоки
- Бобрівка (ліва)[1].

## Цікавий факт
- На мапі України назва річки не відповідає зазначеній інформації у Географічному словнику Королівства Польського та інших слов'янських країн.